# (4767) Sutoku
(4767) Sutoku (1987 GC) – planetoida z pasa głównego asteroid okrążająca Słońce w ciągu 4,42 lat w średniej odległości 2,69 j.a. Odkryta 4 kwietnia 1987 roku.